# Туфара
Туфара (итал. Tufara) је насеље у Италији у округу Кампобасо, региону Молизе.
Према процени из 2011. у насељу је живело 845 становника. Насеље се налази на надморској висини од 443 м.

## Становништво
| 1931. | 1936. | 1951. | 1961. | 1971. | 1981. | 1991. | 2001. | 2011. |
| ----- | ----- | ----- | ----- | ----- | ----- | ----- | ----- | ----- |
| 2.022 | 2.080 | 2.160 | 1.821 | 1.460 | 1.397 | 1.256 | 1.120 | 978   |